# Cristina-Adela Foișor
Cristina-Adela Foișor (ur. 7 czerwca 1967, zm. 21 stycznia 2017) – rumuńska szachistka i trener szachowy (FIDE Trainer od 2013), arcymistrzyni od 1991 roku (posiada również męski tytuł mistrza międzynarodowego).

## Kariera szachowa
Od połowy lat 80. XX wieku należała do ścisłej czołówki rumuńskich szachistek. Wielokrotnie startowała w finałach indywidualnych mistrzostw kraju, zdobywając 8 medali: pięć złotych (1989, 1998, 2011, 2012, 2013), dwa srebrne (1988, 2000) oraz brązowy (2010). 
Wielokrotnie reprezentowała Rumunię w turniejach drużynowych, m.in.:
- dwunastokrotnie na olimpiadach szachowych (w latach 1988, 1990, 1992, 1994, 1996, 1998, 2000, 2002, 2004, 2006, 2010, 2012)[3],
- na drużynowych mistrzostwach świata (w roku 2013)[4],
- siedmiokrotnie na drużynowych mistrzostwach Europy (w latach 1992, 1997, 2001, 2003, 2005, 2011, 2013); trzykrotna medalistka: wspólnie z drużyną – srebrna (1997) oraz indywidualnie – srebrna (1997 – na II szachownicy) i brązowa (1997 – za wynik rankingowy)[5],
- trzykrotnie na drużynowych mistrzostwach Bałkanów (w latach 1985, 1990, 1992); trzykrotna medalistka: wspólnie z drużyną – złota (1985) i dwukrotnie srebrna (1990, 1992)[6].

Wielokrotnie startowała w rozgrywkach o tytuł mistrzyni świata, m.in. trzykrotnie w turniejach międzystrefowych (1991 Subotica, 1993 Dżakarta i 1995 Kiszyniów). Dzięki VIII lokacie w roku 1993 osiągnęła największy sukces w karierze, awansując do rozegranego rok później w Tilburgu turnieju pretendentek, w którym zajęła VIII miejsce. Po zmianie systemu wyłaniania mistrzyni świata na pucharowy, w mistrzostwach brała udział dwukrotnie: w roku 2001 w Moskwie po raz drugi awansowała do najlepszej dziesiątki świata, pokonując w III rundzie Elisabeth Pähtz (w IV uległa Xu Yuhua), natomiast w 2006 w Jekaterynburgu przegrała w I rundzie z Eliną Danielian i odpadła z dalszej rywalizacji.
Na swoim koncie posiada wiele sukcesów odniesionych w turniejach międzynarodowych, m.in. II m. (za Ketevan Arachamią-Grant) w Biel/Bienne (1990), dz. II m.  (za Józsefem Pintérem) w Baden (2000), I m. w Clichy (2002), II m. w Grenoble (2002, za Aleksanderem Sułypą), dz. I m. (wraz z Inną Gaponenko) w Belfort (2003), VII m. w mistrzostwach Europy w Dreźnie (2004), dz. I m. w Atenach (2004, turniej Acropolis, wraz z Moniką Soćko), I m. w Marsylii (2005), I m. w Hyères (2005) oraz dz. I m. w Marsylii (2006, wraz z Eleną Cosmą i Anną Zatonskih).
Najwyższy ranking w karierze osiągnęła 1 października 2001 r., z wynikiem 2444 punktów zajmowała wówczas 23. miejsce na światowej liście FIDE.

## Życie prywatne
Mężem Cristiny-Adeli Foișor jest rumuński mistrz międzynarodowy, Ovidiu-Doru Foișor (ur. 1959). Znanymi szachistkami są również ich dwie córki, Sabina-Francesca (ur. 1989, arcymistrzyni, od 2008 r. reprezentantka Stanów Zjednoczonych) oraz Mihaela-Veronica (ur. 1994, mistrzyni międzynarodowa).